# Sławomir Skrzypek

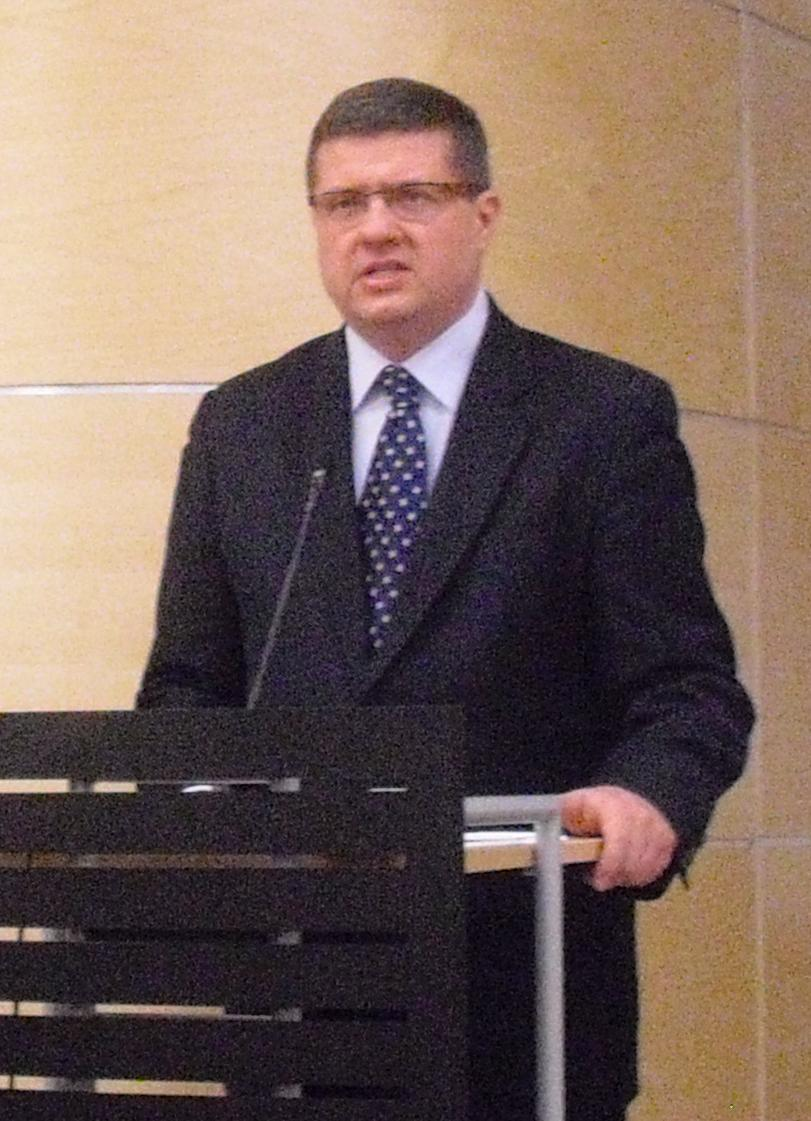
Skrzypek in 2008

Sławomir Stanisław Skrzypek (Katowice, 10 mei 1963 - Smolensk, 10 april 2010) was een Poolse econoom. Hij was hoofd van de Poolse Nationale Bank vanaf 10 januari 2007 waar hij Leszek Balcerowicz opvolgde. Hij behield deze functie tot aan zijn dood.
Skrzypek kwam om het leven toen een Pools regeringsvliegtuig nabij de luchthaven van het Russische Smolensk neerstortte.
- Gemeinsame Normdatei: 1042290679
- International Standard Name Identifier: 0000 0003 7078 3453
- Library of Congress Control Number: n2012072816
- Nationale Bibliotheek van Polen: a0000003038751
- Virtual International Authority File: 250152386
- WorldCat: E39PBJp63tfrK3Q9tXT8KPKrv3